# De Ridderhof (bungalowpark)

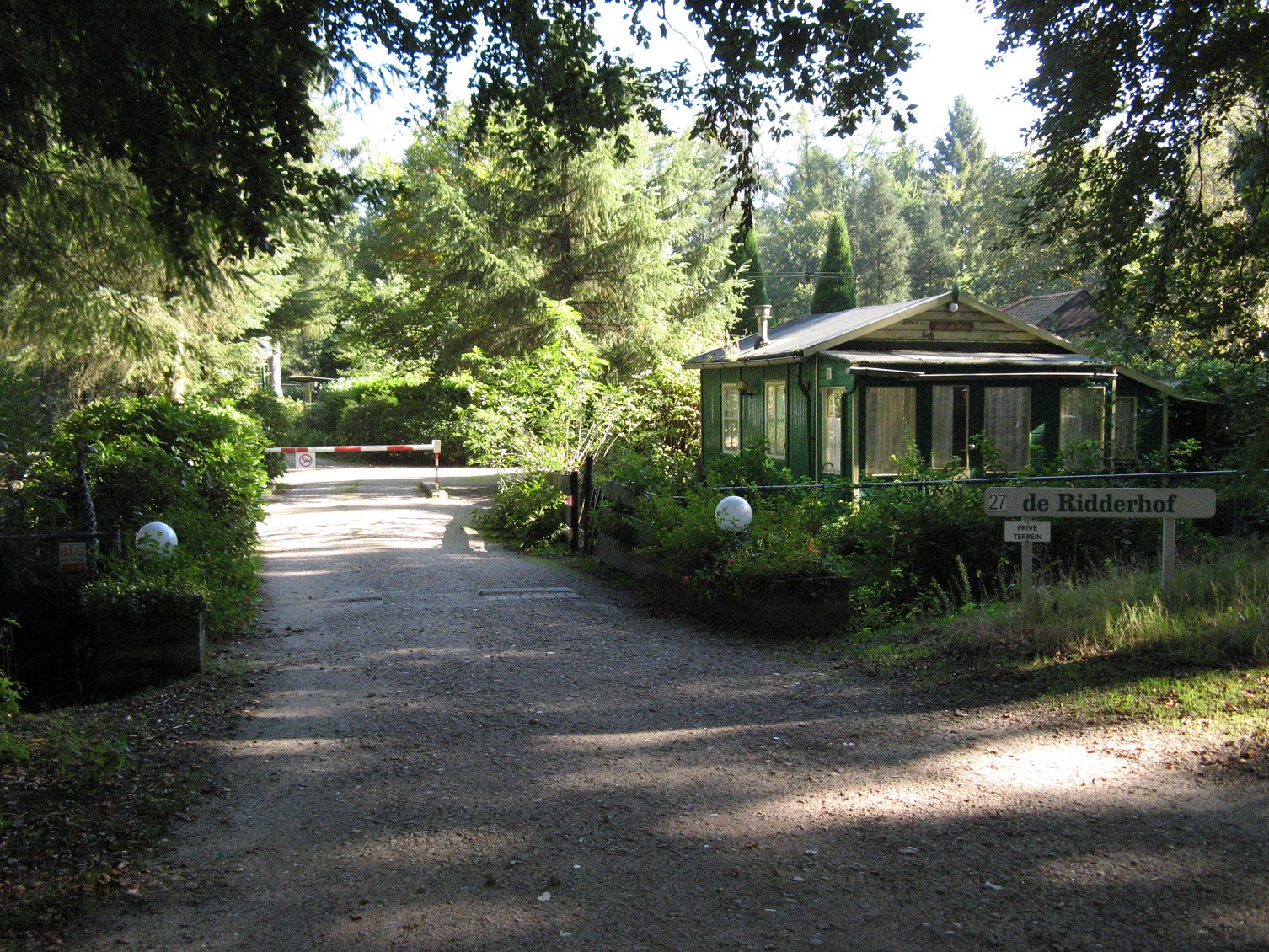
De toegang vanaf de Ridderlaan (2010)

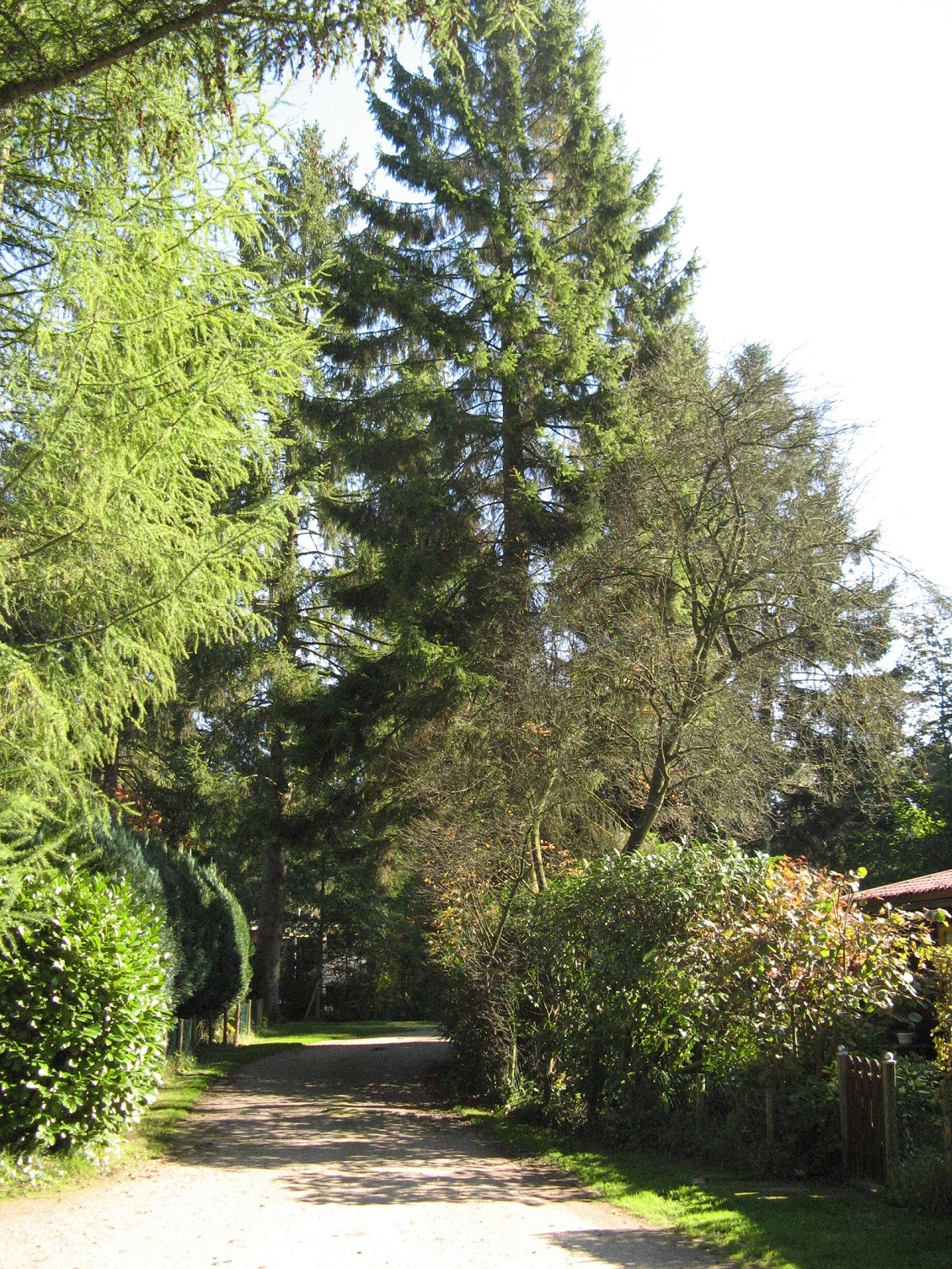
Karakteristiek laantje op De Ridderhof (2010)

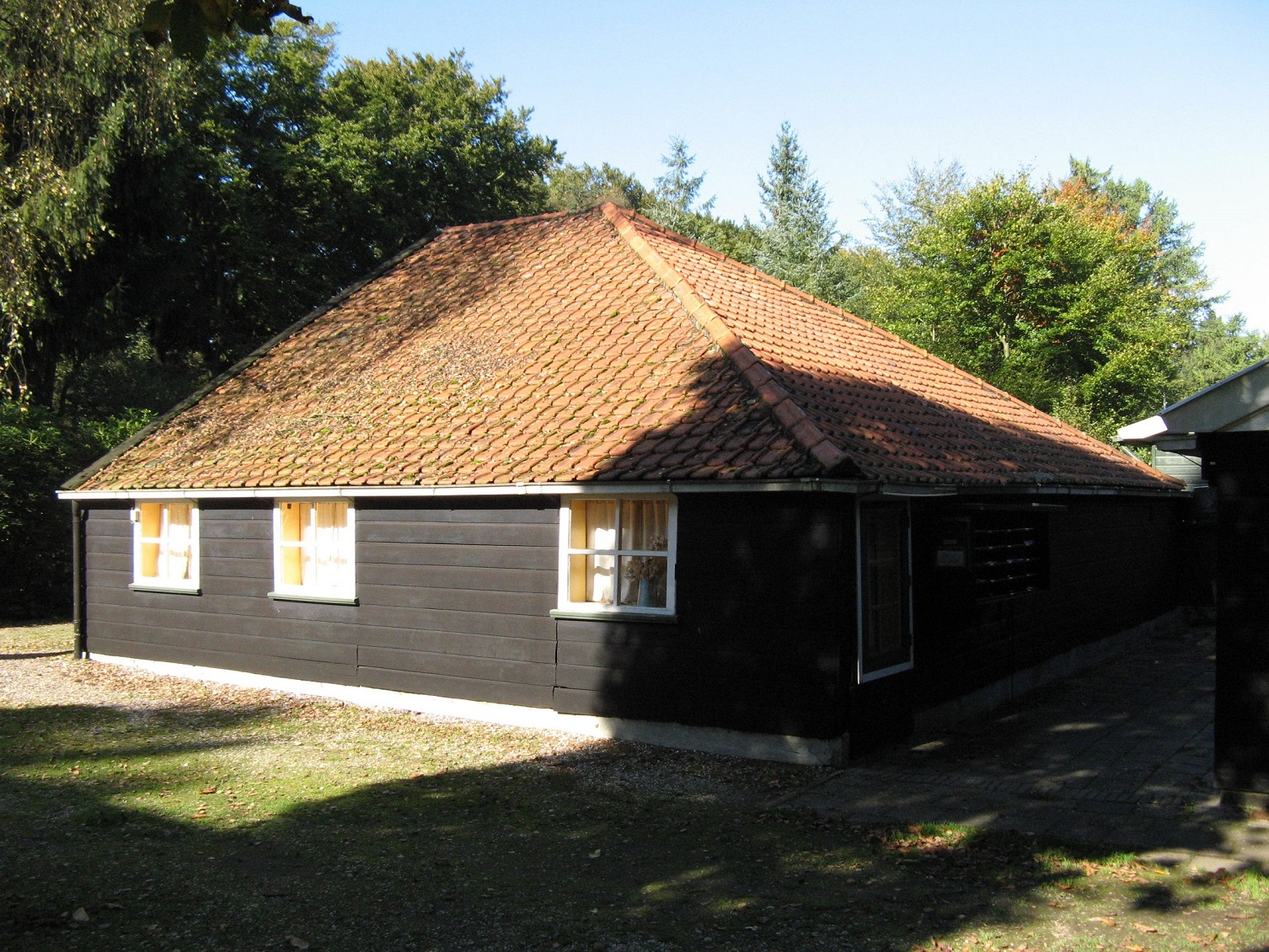
De schapenschuur (2010)

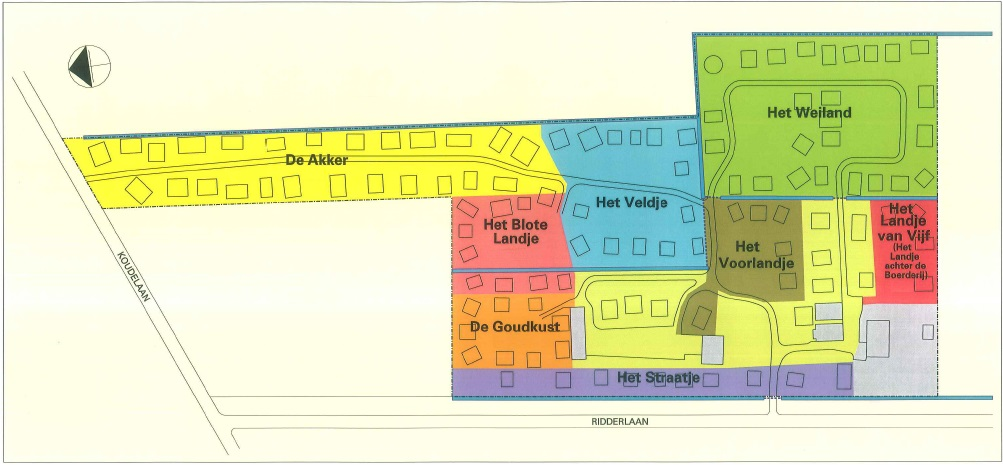
Deelgebieden op De Ridderhof

De Ridderhof was een bungalowpark in Lage Vuursche, gelegen in de Nederlandse gemeente De Bilt.
Het was een van de oudste recreatieterreinen in Nederland. In 1948, toen het nog een gemengd agrarisch bedrijf was, kwam het terrein in handen van de familie Kruiswijk. Er werd onder andere pluimvee gehouden. Op het huiskavel verschenen in 1948 de eerste kampeerders. Daarna groeide het geleidelijk uit tot een bungalowpark. Op een kaart uit 1962 is naast de beheerderswoning, de schapenschuur, bergschuur en kippenschuur voor het eerst een substantieel aantal zomerhuisjes afgebeeld. Tot omstreeks 1975 werden er huisjes bijgebouwd.
In 2009 stonden er op het overwegend autoloze bungalowpark 112 zomerhuisjes, verscholen in het groen aan laantjes en grasvelden. Er was een grote beslotenheid door de hoge dichtheid aan bomen en struiken. De oorspronkelijke agrarische verkaveling was nog herkenbaar.
In 2009 werd het terrein door de toenmalige eigenaar verkocht aan projectontwikkelaar Topparken. Deze kocht nadien ook de belendende camping, een deel in 2010 en het restant in 2019 waardoor over een terrein van ruim 4,5 hectare kon worden beschikt.
De eigenaren van de zomerhuisjes huurden de grond. In 2010 werden alle huurcontracten door de projectontwikkelaar opgezegd. De projectontwikkelaar, de gemeente De Bilt en de bewonersvereniging van De Ridderhof bijgestaan door een advocatenkantoor met een specialist op het gebied van huurrecht waren hierna verwikkeld in een aantal rechtszaken. Dit leverde jurisprudentie op het vakgebied op.
De uitvoerbaarheid van een herstructureringsplan werd mogelijk nadat de gemeente De Bilt het bestemmingsplan had aangepast.
De Ridderhof lag in het gebied van het Natuurnetwerk Nederland (NNN). Een samenwerkingsverband van ecologen schreef een aantal rapporten waarin de zeer hoge natuurwaarden van het terrein werden beschreven. Ondanks het feit dat de gemeente De Bilt, evenals andere publiekrechtelijke instanties, al in 2010 terughoudendheid bepleitte voor wat betreft grote ingrepen op De Ridderhof, gebeurde dat vanaf 2010 stelselmatig. Nadat in 2019 en 2020 een groot aantal bomen was gekapt werd het terrein vrijwel geheel ontdaan van de struiklaag, waarbij het argument dat de beplanting voornamelijk uit exoten bestond, werd gebruikt. Hierbij werden ook de meeste inheemse struiken verwijderd.
Vrijwel alle zomerhuisjes werden gesloopt in 2022. Slechts drie daarvan blijven permanent gehandhaafd, te danken aan inspanningen van een groep bewoners. De sloop betekende het feitelijk einde van bungalowpark De Ridderhof. Anno 2024 is het terrein bebouwd met luxe recreatiewoningen.